# バーレーンの国王
バーレーンの国王 （バーレーンのこくおう、アラビア語: ملك البحرين）は、バーレーンの元首（君主）である。

## 沿革
カタールに定住していたウトバ族を率いるハリーファ家は、1783年にバーレーンへ侵攻し支配権を確立した。
1783年から1971年の間に、バーレーンの君主はハーキムを称し、1971年から2002年まではアミール（首長）を称していた。
2002年2月14日、ハマド・ビン・イーサ・アール・ハリーファが首長制ではなく王制を採ることを宣言し、自らが初代マリク（国王）となった。

## 権能
国王は、首相と内閣を任命するほか、 国防軍の最高指揮権、 最高裁判所議長、 議会の上院議員の指名、公選された下院解散権など、幅広い権限を有している。

## 君主の一覧
| ハーキム (1783-1971) | ハーキム (1783-1971)                                                | ハーキム (1783-1971) | ハーキム (1783-1971) | ハーキム (1783-1971)          | ハーキム (1783-1971) | ハーキム (1783-1971) |
| 代                   | ハーキム                                                            | ハーキム             | 出身家               | 在位期間                      | 在位期間             | 備考                 |
| -------------------- | ------------------------------------------------------------------- | -------------------- | -------------------- | ----------------------------- | -------------------- | -------------------- |
| －                   | シェイフ アフマド・イブン・ムハンマド・イブン・ハリーファ           |                      | ハリーファ家         | 1783年 - 1795年7月18日        |                      | ウトバ族の指導者     |
| －                   | シェイフ サルマーン・ビン・アフマド・アール・ハリーファ             |                      | ハリーファ家         | 1796年 - 1825年               |                      | 共同摂政として       |
| －                   | シェイフ アブドゥッラー・イブン・アフマド・アール・ハリーファ       |                      | ハリーファ家         | 1796年 - 1843年4月            |                      | 共同摂政として       |
| －                   | シェイフ ハリファ・イブン・スルマン・アール・ハリーファ             |                      | ハリーファ家         | 1825年 - 1834年5月31日        |                      | 共同摂政として       |
| －                   | シェイフ ムハンマド・イブン・ハリーファ・アール・ハリーファ         |                      | ハリーファ家         | 1834年5月31日 - 1842年6月     |                      | 共同摂政として       |
| －                   | シェイフ ムハンマド・イブン・ハリーファ・アール・ハリーファ         |                      | ハリーファ家         | 1843年4月 - 1868年9月6日      |                      | 復位（2度目）        |
| －                   | シェイフ アリ・イブン・ハリーファ・アール・ハリーファ               |                      | ハリーファ家         | 1868年9月6日 - 1869年9月28日  |                      |                      |
| －                   | シェイフ ムハンマド・イブン・ハリーファ・アール・ハリーファ         |                      | ハリーファ家         | 1869年 - 1869年               |                      | 復位（3度目）        |
| －                   | シェイク ムハンマド・イブン・アブドラ・アール・ハリーファ           |                      | ハリーファ家         | 1869年9月 - 1869年12月1日     |                      | 生前退位             |
| －                   | シェイフ イーサ・イブン・アリー・アール・ハリーファ                 |                      | ハリーファ家         | 1869年12月1日 - 1923年5月26日 | 53年 + 176日         | 生前退位             |
| －                   | シェイフ ハマド・イブン・イーサ・アール・ハリーファ                 |                      | ハリーファ家         | 1923年5月27日 - 1942年2月20日 | 18年 + 269日         |                      |
| －                   | シェイフ サルマーン・ビン・ハマド・アール・ハリーファ               |                      | ハリーファ家         | 1942年2月20日 - 1961年11月2日 | 19年 + 255日         |                      |
| －                   | シェイフ イーサ・ビン・サルマーン・アール・ハリーファ               |                      | ハリーファ家         | 1961年11月2日 - 1971年8月16日 | 9年 + 287日          |                      |
| アミール (1971-2002) |                                                                     |                      |                      |                               |                      |                      |
| 代                   | アミール                                                            | アミール             | 出身家               | 在位期間                      | 在位期間             | 備考                 |
| －                   | イーサ・ビン・サルマーン・アール・ハリーファ عيسى بن سلمان آل خليفة |                      | ハリーファ家         | 1971年8月16日 - 1999年3月6日  | 27年 + 202日         |                      |
| －                   | ハマド・ビン・イーサ・アール・ハリーファ حمد بن عيسى آل خليفة       |                      | ハリーファ家         | 1999年3月6日 - 2002年2月14日  | 2年 + 345日          |                      |
| マリク (2002-現在)   |                                                                     |                      |                      |                               |                      |                      |
| 代                   | マリク                                                              | マリク               | 出身家               | 在位期間                      | 在位期間             | 備考                 |
| 1                    | ハマド・ビン・イーサ・アール・ハリーファ حمد بن عيسى آل خليفة       |                      | ハリーファ家         | 2002年2月14日 - （在位）      | 23年 + 34日          |                      |